# Мандас
Мандас (італ. Mandas, сард. Mandas) — муніципалітет в Італії, у регіоні Сардинія,  провінція Кальярі.
Мандас розташований на відстані близько 380 км на південний захід від Рима, 50 км на північ від Кальярі.
Населення — 2242 особи (2014).
Покровитель — San Giacomo.

## Демографія
Населення за роками:

Станом на 1 січня 2023 року в муніципалітеті офіційно проживало 12 іноземців з 7 країн, серед них 2 громадяни країн Євросоюзу та 1 громадянин України.

## Сусідні муніципалітети
- Есколька
- Джерджеї
- Джезіко
- Нуррі
- Серрі
- Сьюргус-Донігала
- Суеллі